# Saprosma saxicola
Saprosma saxicola är en måreväxtart som beskrevs av Henry Nicholas Ridley. Saprosma saxicola ingår i släktet Saprosma och familjen måreväxter. Inga underarter finns listade i Catalogue of Life.